# Главен равин
Главният равин е титла, която носят религиозните лидери на еврейските общности в страна или голям град. В някои страни равинският лидер се назначава от местните светски власти. От 1911 г. Израел има двама главни равини — по един за двете общности - ашкенази и сефаради.
Градове с големи еврейски общности също могат да имат свои собствен главен равин, това е особено силно изразено в Израел, но също така е доскорошна практика в по-големите еврейски градски центрове в Европа отпреди Втората световна война и създаването на Израел. В Северна Америка отделни градски центрове рядко са имали главен равин, въпреки че има и изключения като Монреал, който има двама главни равини — по един за двете главни еврейски общности — ашкенази и сефаради.